# Bobby Driscoll
Robert Cletus Driscoll, mest känd som Bobby Driscoll, född 3 mars 1937 i Cedar Rapids, Iowa, död 30 mars 1968 i East Village, Manhattan i New York, var en amerikansk skådespelare. Han är mest känd som originalrösten till Peter Pan i Disney-filmen med samma namn.